# Dolors Claret i Aymerich
Dolors Claret i Aymerich, també coneguda com Lola Claret o Mademoiselle Claret (Camprodon, Ripollès, 1918 - Olot, Garrotxa, 2001) fou una dibuixant, pintora i escultora catalana. Es va donar a conèixer a Catalunya en particular com a retratista i pintora. Era filla del conegut escultor Joaquim Claret i Vallès i treballava com el seu pare a la ciutat d’artistes d’Olot.

## Vida i treball
Un mes després de néixer, la família es va traslladar a França des de la localitat catalana de Camprodon, als Pirineus. Dolors es va graduar de l'escola primària a Mareil-Marly i de l'escola secundària a Saint-Germain-en-Laye, a la zona occidental de París. Va estudiar ballet i música, va aprendre a tocar el violí.
Inicialment va treballar com a representant d’una companyia d’assegurances i més tard com a especialista administrativa en una cadena de supermercats. Va prendre les primeres lliçons de dibuix i escultura del seu pare. El 1939 la família va tornar a causa de la guerra a Catalunya i es va establir a Olot. Va començar a dibuixar, modelar i pintar retrats. Va exposar per primera vegada pintures a l’oli amb el seu pare a la Biblioteca publica de Girona. Es van seguir exposicions amb dibuixos i aquarel·les a Camprodon i Olot. També va participar com a artista a les fires anuals de Fires del Dibuix a Olot, Figueras, Manresa i Camprodon. Va pintar retrats per a nombroses famílies. Per exemple, també va crear la portada de l'especial de Nadal del 1984 de la revista La Comarca d’Olot.
També es va donar a conèixer a la zona d’Olot com a professora privada de francès amb altes habilitats pedagògiques. Al trio musical Olotense Allegretto tocava el violí juntament amb el metge Joan Danès (violoncel) i Teresa Balmanya (piano).